# Otomana (mobília)

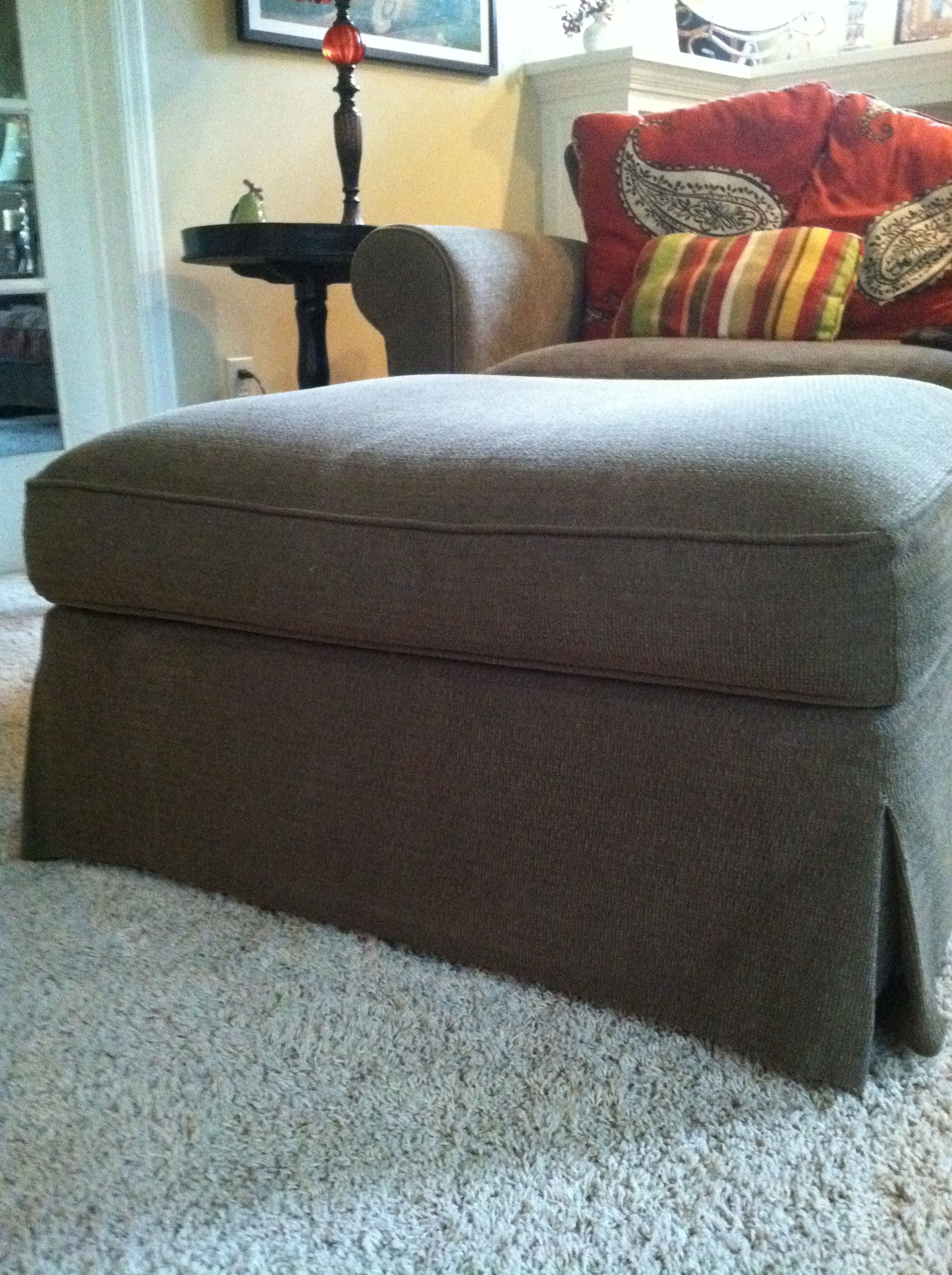
Uma otomana numa sala de estar

Uma otomana é um tipo de sofá que normalmente não tem um respaldo. Pode ter cantos circulares ou quadrados, e como regra, é o que os estofadores chamam de «sobrestofado» — isto é, a madeira não é visível. Pode ser usada como banco, escabelo, mesa de café ou como uma alternativa para um sofá. Otomanas são frequentemente vendidas como mobília em conjunto com poltronas ou alguns tipos de cadeiras de balanço. Uma otomana também pode ser conhecida como escabelo, peanha, supedâneo, pufe, entre outros. «Otomana» também pode referir-se a um assento acolchoado sem costas ou braços, mas que costuma servir para armazenagem, com o assento articulado para formar uma tampa.